# Amerikaanse stierslang
De Amerikaanse stierslang (Pituophis melanoleucus) is een slang uit de familie toornslangachtigen (Colubridae) en de onderfamilie Colubrinae. De soort is endemisch in het zuidoosten van de Verenigde Staten.

## Naam en indeling
De wetenschappelijke naam van de soort werd voor het eerst voorgesteld door François Marie Daudin in 1803. Oorspronkelijk werd de wetenschappelijke naam Coluber melanoleucus gebruikt. De soort behoorde eerder tot andere geslachten, zoals Churchillia en Rhinechis.

### Uiterlijke kenmerken
Volwassenen van P. melanoleucus zijn groot, groeien tot 120-230 cm in totale lengte (inclusief staart) en zijn krachtig gebouwd. De kop is klein en enigszins puntig met een vergrote rostrale schub die zich naar boven uitstrekt tussen de interne schubben. Meestal worden vier prefrontale schubben gezien. Op het middenlichaam bevinden zich 27 tot 37 rijen gekielde dorsale schubben. De anaalplaat is enkelvoudig. Het kleurenpatroon bestaat uit een lichte grondkleur met daarop zwarte, bruine of roodbruine vlekken.

## Leefwijze
De Amerikaanse stierslang jaagt op ratten, muizen, mollen en andere kleine zoogdieren en eieren. Het gaat vaak knaagdierholen binnen op zoek naar een maaltijd. In deze gevallen komen meerdere dodingen vaak voor, waarbij de slang de muizen tegen de wanden van het hol drukt. De slang blijft ondergronds bij koud weer of tijdens de hitte van de zomerdagen.

## Voortplanting
Nadat de paring in het voorjaar heeft plaatsgevonden, worden in juni tot augustus kluwen van drie tot 24 eieren gelegd, die worden afgezet in een door het vrouwtje zelf gegraven kuil. De eieren worden afgezet in zanderige holen of onder grote rotsen of boomstammen en komen na 64 tot 79 dagen broeden uit. De kleverige eieren zijn vrij groot; tot 66 millimeter lang en 45 mm breed. De juvenielen hebben een lichaamslengte van 33 tot 45 centimeter als ze uit het ei kruipen.

## Verspreiding en leefgebied
Deze soort komt endemisch voor in het zuidoosten van de Verenigde Staten en is te vinden in de staten Louisiana, Kentucky, Tennessee, Virginia, North Carolina, South Carolina, Georgia, Alabama, Mississippi, Florida en New Jersey. De nominaat komt voor in het zuiden van New Jersey, het zuiden van North-Carolina, westwaarts door South-Carolina naar het noorden van Georgia, oostelijk Tennessee, zuidoostelijk Kentucky en in het zuiden tot Alabama. P.m. lodingi komt voor van het zuidwesten van Alabama tot het oosten van Louisiana, overlappend met P. m. mugitus van zuidelijk South Carolina tot Georgia en zuidelijk Florida.
De Amerikaanse stierslang is een bewoner van drogere gebieden zoals rotsige halfwoestijnen en prairie. dennenbossen, zanddennen-eikenbossen, prairies, akkers, open struikgewas, rotsachtige woestijn en prairie. Het komt voor van zeeniveau tot een hoogte van 2700 meter boven zeeniveau. De slang heeft goed gedraineerde zandgronden nodig met weinig vegetatie voor gebruik als nest- en overwinteringsplaats.

## Beschermingsstatus
Door de internationale natuurbeschermingsorganisatie IUCN is de beschermingsstatus 'veilig' toegewezen (Least Concern of LC), vanwege de brede verspreiding en het grote aantal subpopulaties. Hoewel de totale populatie lijkt af te nemen, gebeurt dit waarschijnlijk in een langzaam tempo. Er wordt echter gedacht dat de soort wordt beïnvloed door voortdurende aantasting en vernietiging van habitats. De slang komt voor in verschillende beschermde gebieden.

## Ondersoorten
De soort wordt verdeeld in drie ondersoorten die onderstaand zijn weergegeven, met de auteur en het verspreidingsgebied. De ondersoortaanduiding lodingi is ter ere van de in Denemarken geboren amateur-herpetoloog Peder Henry Löding (1869-1942), die in Alabama woonde.
| Naam                           | Auteur          | Verspreidingsgebied                                         |
| ------------------------------ | --------------- | ----------------------------------------------------------- |
| Pituophis melanoleucus lodingi | Blanchard, 1924 | Verenigde Staten; Alabama, Louisiana, Florida               |
| Pituophis melanoleucus         | Daudin, 1803    | Verenigde Staten; de rest van het verspreidingsgebied       |
| Pituophis melanoleucus mugitus | Barbour, 1921   | Verenigde Staten; South Carolina, Georgia, Florida, Alabama |